# نرم‌افزار زون
نرم‌افزار زون به عنوان یک نرم‌افزار مدیریتی برای ویندوز فون، دستگاه‌های زون و مایکروسافت کین عمل می‌کند. نرم‌افزار زون یک نرم‌افزار پخش رسانه‌ای با کتابخانه و یک رابط کاربری به فروشگاه زون است و همچنین به عنوان یک سرور جریان رسانه‌ای عمل می‌کند. نرم‌افزار زون برای به هنگام کردن تمام دستگاه‌هایی که از قابلیت زون پشتیبانی می‌کنند نیز به کار می‌رود. دستگاه‌های زون منحصراً با نرم‌افزار و فروشگاه زون کار می‌کنند. نرم‌افزار زون بسیاری از چهاچوب‌های زبان طراحی مترو توسط مایکروسافت را رعایت می‌کند.